# Liste des frégates à vapeur de l'United States Navy
La liste qui suit constitue la liste des frégates à vapeur de l'United States Navy, la marine de guerre des États-Unis.

## Classe Mississippi
- USS Mississippi (1841) (en)
- USS Missouri (1841) (en)

## Classe Susquehanna
- USS Susquehanna (1850) (en)
- USS Powhatan (1850)

## Classe Franklin
- USS Franklin (1864) (en)
- USS Merrimack (1855)
- USS Wabash (1855) (en)
- USS Roanoke (1855) (en)
- USS Colorado (1856) (en)
- USS Minnesota (1855) (en)

## Classe Niagara
- USS Niagara (1855) (en)

## Classe Florida
- USS Florida (1864) (en)
- USS Tennessee (1865) (en)
- USS Iowa (1864) (en)
- USS Nevada (1865) (en)
- USS Connecticut (1864) (en)
- USS Bonhomme Richard (1863) (en)

## Classe Chattanooga
- USS Chattanooga (1864) (en)

## Classe Guerrière
- USS Pennsylvania (1864) (en)
- USS Delaware (1866) (en)
- USS California (1867) (en)
- USS Illinois (1864) (en)
- USS Antietam (1864) (en)
- USS New York (1863) (en)
- USS Java (1863) (en)

## Classe Hassalo
- USS Hassalo (1863) (en)
- USS Watauga (1864) (en)

## Classe Trenton
- USS Trenton (1876) (en)